# 道の駅おおがた
道の駅おおがた（みちのえき おおがた）は、秋田県南秋田郡大潟村にある秋田県道42号男鹿八竜線の道の駅である。

## 施設
- 駐車場
  - 普通：70台
  - 大型：10台
  - 身障者用：2台
- トイレ
  - 男：11器
  - 女：6器
  - 身障者用：1器
- 電話：1台
- レストラン・軽食コーナー（営業時間 11:00 - 16:00）
- 情報コーナー（24時間）
- 産直センター潟の店（農産物直営販売所/夏季：8:00 - 18:00、冬季：9:00 - 17:00）

## 周辺
- 大潟村役場
- ホテル・サンルーラル大潟
- 大潟村干拓博物館（道の駅内に併設）
- 大潟村温泉保養センター（ポルダー潟の湯）
- 大潟富士（緯度交会点 - 北緯40度東経140度）
- 南の池キャンプ場
- 生態系公園

## 休館日
- 1月1日

## アクセス
- 秋田県道42号男鹿八竜線 - 登録路線
  - 秋田県道54号男鹿琴丘線